# 知るしん 信州を知るテレビ
『知るしん 信州を知るテレビ』（しるしん しんしゅうをしるテレビ）は、NHK長野放送局が2007年4月6日から長野県向けに原則として毎週金曜日（年間40本程度、月1回程度休止日あり。その他祝日・特定特番日の休止あり）19:30 - 19:57（回によっては20:42　再放送：土曜日 9:30 - 9:57=拡大版の場合は別途定める）に放送している地域情報番組である。

## 番組概要
同番組は長野県在住者の視聴者に向けて、地元長野県にこだわったテーマを毎回取り上げ、県内の社会情勢・防災対策・地域課題と向き合うルポルタージュや長時間討論、またNHKの地上波やBSなどで全国放送された紀行番組を再構成した番組などを編成する。
なお長野放送局は東京の首都圏放送センターの管轄地域であるため、本来であれば、『首都圏情報 ネタドリ!』を放送する時間帯であるが、同番組は当番組が休止になる日は同時放送となるが、通常の週は南関東地方（回により北関東も含む）が再放送となる土曜日の11:15 - 11:42が初回放送の扱いとなる。

## 関連番組
- どどどど!信州イチオシ（2022年4月開始。NHKニュースおはよう日本・関東甲信越の差し替え放送=左記は報道番組のため別枠での代替放送なし）